# Chiesa unita pentecostale internazionale
La Chiesa unita pentecostale internazionale è una denominazione cristiana pentecostale con sede centrale in St. Louis ad Hazelwood, Missouri. Fa parte del movimento pentecostale unitario o apostolico, e si costituì nel 1945 dall'unione della "Chiesa pentecostale" con le "Assemblee pentecostali di Gesù Cristo".
Questa chiesa si distingue particolarmente per l'adesione alla teologia pentecostale unitaria, l'uso del battesimo nel nome di Gesù, e l'enfasi di vivere una vita santa in tutti gli aspetti della vita dei fedeli.

## Storia
La Chiesa unita pentecostale internazionale, ha radici nel Movimento pentecostale cominciato a Topeka, nello stato americano del Kansas, nel 1901. Successivamente si sentì il bisogno di dare una struttura organizzativa alle comunità cristiane che sorgevano e facevano l'esperienza pentecostale del battesimo con lo Spirito Santo. Così, a cavallo tra il primo ed il secondo decennio del 1900, nacque e si consolidò l'organizzazione ecclesiastica nota come "Assemblee di Dio".
Le tracce delle radici organizzative della Chiesa unita pentecostale, risalgono comunque al mese di Ottobre del 1916, quando un numeroso gruppo di Ministri uscì fuori dalle "Assemblee di Dio" a causa della loro posizione dottrinale sull'unicità di Dio e del battesimo d'acqua nel nome di Gesù Cristo. Questi ministri compresero in modo molto chiaro l'insegnamento biblico sull'unicità di Dio, sul battesimo d'acqua "per la remissione dei peccati" da amministrare "nel Nome del Signore Gesù Cristo", e sulla indispensabilità del battesimo con lo Spirito Santo per tutti i credenti.
Quando le Assemblee di Dio adottarono la dottrina della Trinità alla sua quarta Conferenza generale nell'Ottobre del 1916, i pentecostali unitari furono costretti ad abbandonare quell'organizzazione. Poi, due mesi più tardi, fra la fine del mese di dicembre e l'inizio di gennaio 1917, i ministri unitariani si incontrarono ad Eureka Springs, Arkansas (U.S.A.) e, il 2 gennaio 1917, formarono un'organizzazione pentecostale unitaria, chiamata "Assemblea generale delle assemblee apostoliche".
Verso la fine del 1917 e l'inizio del 1918, l'Assemblea generale delle assemblee apostoliche e le assemblee pentecostali del mondo (pentecostali unitariani di colore) si unirono e più tardi, nello stesso anno 1918, tennero la loro prima Conferenza in Eureka Springs, Arkansas (U.S.A.). Questa organizzazione multirazziale che prese nome "Assemblee pentecostali del mondo" fu l'unica organizzazione pentecostale unitaria fino al 1924, quando una separazione ebbe luogo principalmente a motivo delle leggi segregazioniste razziali allora in vigore negli U.S.A..
Durante il 1925 nacquero anche tre nuove organizzazioni: le "Chiese apostoliche di Gesù Cristo", la "Alleanza ministeriale pentecostale", e la "Chiesa dell'Emanuele in Gesù Cristo".
Queste divisioni organizzative fra pentecostali unitariani non furono desiderate, e nel 1927 il primo passo fu preso verso la riunificazione. Incontrandosi in una Conferenza congiunta a Guthrie, Oklahoma (U.S.A.), la Chiesa dell'Emanuele in Gesù Cristo e Le Chiese Apostoliche di Gesù Cristo si unirono adottando il nome "Chiesa Apostolica di Gesù Cristo". Questa fusione, che unì circa 400 ministri, fu formalmente compiuta alla successiva Conferenza Generale tenuta a Port Arthur, Texas (U.S.A.), nel mese di ottobre del 1928.
Nel 1931, in una Conferenza di unitari, rappresentanti di quattro organizzazioni si incontrarono in Columbus, Ohio (U.S.A.), per fare un tentativo di riunificazione di tutti gli unitari. Sfortunatamente, però, questo tentativo ebbe solo un successo parziale. In quell'incontro, i ministri dell'Alleanza ministeriale pentecostale si espressero a favore della riunificazione con La Chiesa Apostolica di Gesù Cristo, ma i termini della fusione proposta non furono accettati dai ministri della Chiesa Apostolica di Gesù Cristo. Comunque, una fusione tra la Chiesa apostolica di Gesù Cristo e le Assemblee pentecostali del mondo fu compiuta nel mese di Novembre del 1931. La fusione adottò il nome di "Assemblee Pentecostali di Gesù Cristo". Nel 1932, L'Alleanza ministeriale pentecostale cambiò il suo nome in "Chiesa pentecostale, incorporata", mettendo assetto alla propria struttura organizzativa. Ma nessuno tentativo fu fatto per una fusione con Le Assemblee Pentecostali di Gesù Cristo fino al 1936, quando i ministri della Chiesa pentecostale incorporata si espressero a favore della fusione dei due Corpi. Ma ancora una volta non fu possibile trovare un accordo.
Il desiderio di unità, comunque, rimase vivo e crescente in queste due organizzazioni pentecostali unitarie, e otto anni più tardi, nel 1944, fu fatto il primo passo che condusse alla loro fusione, che si concluse poi, formalmente, nel 1945, con la formazione della "Chiesa unita pentecostale", (UPC=United Pentecostal Church). Successivamente fu aggiunto "internazionale" diventando " Chiesa unita pentecostale internazionale", (UPCI=United Pentecostal Church International).
La fusione di queste due organizzazioni portò all'unione di 1.838 ministri e circa 900 chiese. Queste cifre sono cresciute di anno in anno. Fino al 1995, si contavano più di 7.600 ministri e più di 3.700 chiese solo nel Nord America (U.S.A. e Canada).
La Chiesa unita pentecostale internazionale (UPCI) è fra le denominazioni che più rapidamente è cresciuta in Nord America e nel mondo, da quando nacque, nel 1945, dalla fusione tra la "Chiesa pentecostale, incorporata" e le "Assemblee pentecostali di Gesù Cristo". La UPCI conta circa 40.000 chiese ed è presente in 195 nazioni del mondo.
Fin dal secondo dopoguerra, la UPCI è presente ufficialmente anche in Italia, sebbene sembra che una discreta presenza di pentecostali unicisti sia esistita persino anteriormente al periodo del regime politico fascista, senza una vera e propria struttura organizzativa ufficiale. In base all'art. 4 del Trattato di commercio, navigazione e amicizia tra l'Italia e gli U.S.A., del 02-02-1948, è stato possibile stabilire in modo ufficiale e legale la Chiesa unita pentecostale internazionale, in Italia. La UPCI è stata registrata presso il Ministero dell'Interno, (numero d'archivio 196/I), ed anche come persona giuridica, al Tribunale di Milano (numero d'archivio 289). 
Il giorno uno del mese di Ottobre dell'anno 2004, la UPCI si è costituita in Italia come Chiesa unita pentecostale internazionale d'Italia, con sede centrale in Viale Africa 31, Catania.
La Chiesa unita pentecostale internazionale d'Italia è in fase di rapida crescita ed opera in buona parte delle regioni d'Italia, dove sono già stabilite diverse chiese, con Ministri accreditati e ben preparati, e altre ne stanno sorgendo grazie alle varie forme di evangelizzazione messe in atto.

## Chiesa unita pentecostale internazionale in Italia
In Italia si chiama (Chiesa unita pentecostale internazionale d'Italia) 
La prima chiesa nasce a Catania in Sicilia , viene ufficializzata nel mese di Ottobre dell'anno 2004 come UPCI con sede centrale in viale Africa 31, Catania. 
Catania rappresenta l'inizio di una visione per fondare altre chiese nel territorio nazionale , infatti la Chiesa unita pentecostale internazionale d'Italia è in fase di rapida crescita ed opera in buona parte delle regioni d'Italia, dove sono già stabilite diverse chiese, con Ministri accreditati e ben preparati.

## La struttura organizzativa
La struttura organizzativa di base dell'UPCI è congregazionale, con chiese locali autonome: la congregazione locale elegge il proprio Pastore, è proprietaria di ogni bene mobile ed immobile comune del quale è in possesso, decide il proprio bilancio, stabilisce la propria appartenenza e affiliazione, e conduce gli affari necessari alla gestione interna.
L'organizzazione centrale invece abbraccia un sistema ecclesiastico di tipo presbiteriano modificato, piuttosto rappresentativo. I ministri, infatti, si riuniscono periodicamente in conferenze sezionali, distrettuali, e generali, per eleggere i propri ufficiali responsabili e condurre gli affari dell'Organizzazione.
La sede centrale mondiale della UPCI è in Hazelwood, S. Louis, nello stato del Missouri (U.S.A.), dove hanno sede diversi uffici, tra i quali quelli degli Ufficiali Responsabili Generali dell'opera mondiale, la Casa Editrice Pentecostale, e una libreria cristiana. Tra le istituzioni della UPCI ci sono: sette scuole bibliche, una casa per bambini, una casa della gioventù bisognosa (tesa al recupero di tossicodipendenti e alcoolizzati), un ministero di cappellania per i carcerati ed un ministero di cappellania per i militari.

## La posizione dottrinale
Per quanto riguarda la posizione dottrinale, la UPCI abbraccia la maggior parte delle credenze del Movimento di santità-pentecostale, ad eccezione della dottrina conosciuta come la seconda opera della grazia, della dottrina sulla Trinità, e della formula trinitaria usata per il battesimo d'acqua. Essa crede nell'insegnamento biblico che il segno iniziale, in coloro che ricevono lo Spirito Santo (il battesimo con lo Spirito Santo), è il parlare miracolosamente in lingue straniere mai imparate prima.
La UPCI è radicata in una posizione fondamentalista, per quanto riguarda la Sacra Bibbia: "La Bibbia è l'unica autorità data da Dio che l'uomo possiede; pertanto tutte le dottrine, fede, speranza, e istruzioni per la Chiesa debbono essere fondate sulla Bibbia ed in armonia con essa." (Manuale della Chiesa Unita pentecostale internazionale). La Bibbia è la Parola di Dio, e perciò è inerrante ed infallibile. La UPCI rigetta tutte le rivelazioni e scritture extrabibliche, considerando i vari "credo" e "articoli di fede" delle chiese, solo come pensieri dell'uomo su cose di Dio.
La UPCI crede nella salvezza per grazia per mezzo della fede in Gesù Cristo, non per mezzo delle opere umane. La fede in Gesù è il mezzo per il quale una persona è giustificata da Dio. Allo stesso tempo, il peccatore deve credere nell'Evangelo, che comanda di ravvedersi dalla propria vita di peccato, essere battezzato nel Nome del Signore Gesù Cristo, e ricevere il gratuito dono dello Spirito Santo (Atti 2:38; Atti 4:12; Atti 8:12-17; Atti 10:43-48; Atti 19:1-6). Così avviene la riconciliazione con Dio da parte del peccatore; Dio invita il peccatore ad accettare la Sua meravigliosa Grazia, ed il peccatore risponde all'invito ubbidendo ai comandamenti divini esposti nell'Evangelo.
A riguardo della Persona Divina, la UPCI resta salda nell'insegnamento biblico dell'Unicità di Dio, rigettando quindi la dottrina classica sulla Trinità. Essa considera il dogma Trinitario di Dio, (che cioè in Dio esistono eternamente tre persone distinte), come estraneo al concetto biblico dell'Unicità della Persona di Dio; la Bibbia, infatti, dà enfasi fin dalle sue prime pagine, al fondamentale insegnamento che c'è un solo ed unico Dio, in contrapposizione alla credenza pagana nella pluralità di dei (politeismo).
La UPCI insegna che l'Unico Vero Dio che si rivelò nel Vecchio Testamento come Jehowah (o Yahweh), si rivelò in Suo Figlio, Gesù il Cristo. Così, Gesù il Cristo era ed è il Vero Dio (1Giovanni 5:20). In altre parole, Gesù è l'Unico Vero Dio che si manifestò in carne, e in Cui risiede corporalmente tutta la pienezza della Deità (Giovanni 1:1-14; 1Timoteo 3:16; Colossesi 2:9). Mentre era pienamente il Vero Dio, Gesù era anche pienamente Vero Uomo, possedendo una piena e vera umanità. Lui era contemporaneamente Dio e uomo. Inoltre, lo Spirito Santo è Dio con noi e in noi. Così Dio si è manifestato come Padre nella creazione e come Padre del Figlio, e nel Figlio per la nostra redenzione e come Spirito Santo nella nostra rigenerazione.
Gli articoli di fede della Chiesa Unita Pentecostale Internazionale, esprimono sommariamente l'insegnamento dottrinale e morale da essa sostenuto con l'appoggio della Sacra Bibbia, la Parola di Dio.
La UPCI accentua e sostiene l'unità della famiglia come l'istituzione fondamentale e primaria di Dio, e allo stesso tempo insegna che la chiesa è la famiglia di Dio per i redenti che hanno creduto in Lui.

## Link
Sito Ufficiale della U.P.C.I 
Sito Ufficiale della U.P.C.I. in italia
Sito Ufficiale della U.P.C.I di Milano
Sito Ufficiale della U.P.C.I di Verona
Sito Ufficiale della U.P.C.I di Giarre